# Elisir (Roberto Vecchioni)
Elisir, pubblicato nel 1976, è un album del cantautore Roberto Vecchioni.

## Il disco
Il tema  conduttore di tutto l'album è il viaggio. Questo tema lo ritroviamo già nel titolo del primo brano, nel secondo, dedicato a Velasquez, famoso navigatore, in A.R., col ritorno dall'Africa di Arthur Rimbaud e, come afferma Vecchioni, nel percorrere generi musicali diversi, con richiami a Leonard Cohen (Figlia), al Bob Dylan di Desire, e a Neil Young (l'uso della chitarra elettrica in Velasquez è ispirato al brano Cortez the killer).
Le canzoni sono scritte tutte da Vecchioni, tranne il testo e la musica di Un uomo navigato, in collaborazione con Rosario Montesanti.
Tra i musicisti presenti nel disco sono da segnalare un componente del gruppo di rock progressivo dei Madrugada, Alessandro Zanelli (detto Billy) e due componenti de I Nuovi Angeli (per cui Vecchioni ha scritto molte canzoni), Paki Canzi e Mauro Paoluzzi.
La copertina dell'album è ideata da Mario Vivona e le illustrazioni sono realizzate da Claudio Doveri.
Nonostante la lunghissima durata, quasi 8 minuti, il brano Velasquez venne scelto come singolo estratto dall'album e pubblicato nella sua interezza.

## Tracce
Lato A
1. Un uomo navigato - 5:05
2. Velasquez - 7:39
3. Effetto notte - 1:33
4. Le belle compagnie - 2:20
5. A. R. - 4:37

Lato B
1. Il suonatore stanco - 4:59
2. Canzone per Francesco - 6:20
3. Pani e pesci - 5:04
4. Figlia - 4:30
5. Pagando, s'intende (Canzone degli effetti sbagliati) - 3:49

## Formazione
- Roberto Vecchioni – voce
- Mauro Paoluzzi – batteria, chitarra
- Ivan Miccichè – basso
- Billy Zanelli – basso
- Carlo Coccioli – chitarra acustica
- Paki Canzi – tastiera
- Lucio Fabbri - violino, viola, violoncello